# Malesherbia scarlatiflora
Malesherbia scarlatiflora là một loài thực vật có hoa trong họ Lạc tiên. Loài này được Gilg mô tả khoa học đầu tiên năm 1913.